# Chloroclystis insignifica
Chloroclystis sierraria là một loài bướm đêm trong họ Geometridae.